# Calciatori della nazionale antiguo-barbudana
In questa lista sono raccolti i calciatori che hanno rappresentato in almeno una partita la Nazionale antiguo-barbudana.
Statistiche aggiornate al 7 agosto 2020.
| Nome                   | Presenze | Reti | Esordio | Ultima partita |
| ---------------------- | -------- | ---- | ------- | -------------- |
| Dexter Blackstock      | 6        | 2    | 2012    | 2016           |
| Rhys Browne            | 10       | 1    | 2015    | 2018           |
| Daniel Bowry           | 8        | 1    | 2018    | 2019           |
| Peter Byers            | 87       | 43   | 2004    | 2018           |
| Ranjae Christian       | 54       | 5    | 1998    | 2012           |
| Justin Cochrane        | 14       | 2    | 2008    | 2012           |
| Zaine Francis-Angol    | 22       | 0    | 2012    | 2018           |
| Gayson Gregory         | 49       | 8    | 2000    | 2014           |
| Quinton Griffith       | 62       | 7    | 2009    | 2019           |
| Calaum Jahraldo-Martin | 23       | 5    | 2014    | 2018           |
| Nathaniel Jarvis       | 13       | 3    | 2014    | 2019           |
| Jorrin John            | 9        | 0    | 2014    | 2015           |
| Marc Joseph            | 12       | 1    | 2008    | 2012           |
| Mikele Leigertwood     | 11       | 1    | 2008    | 2012           |
| Kieran Murtagh         | 22       | 5    | 2010    | 2016           |
| Joshua Parker          | 29       | 5    | 2010    | 2018           |
| Javorn Stevens         | 15       | 1    | 2015    | 2019           |
| Kerry Skepple          | 33       | 8    | 2002    | 2012           |
| Tamarley Thomas        | 63       | 12   | 2002    | 2018           |
| Myles Weston           | 9        | 7    | 2014    | 2018           |
| Courtney Wildin        | 8        | 0    | 2016    | 2018           |
| Mahlon Romeo           | 12       | 0    | 2015    | 2018           |